# Achatodes
Achatodes là một chi bướm đêm thuộc họ Noctuidae.

## Các loài
- Achatodes juanae Schaus, 1894
- Achatodes metaleuca
- Achatodes sandix
- Achatodes zeae (Harris, 1841)